# Allendorf (Thuringe)
Pour les articles homonymes, voir Allendorf.
Allendorf est une commune d'Allemagne située en Thuringe, sur une hauteur (350 mètres) entre la vallée de la Schwarza et la vallée de la Königseer Rinne (de). Elle se compose de deux villages: Allendorf et Aschau. Elle appartient à la communauté d'administration dont le chef-lieu est Sitzendorf. Sa population est de 385 habitants (décembre 2006).